# جو بوردن
جو بوردن (بالإنجليزية: Joe Borden)‏ هو لاعب كرة قاعدة أمريكي، ولد في 9 مايو 1854 في Jacobstown, New Jersey ‏ في الولايات المتحدة، وتوفي في 14 أكتوبر 1929 في يادون في الولايات المتحدة.

## وصلات خارجية
- جو بوردن على موقع دوري كرة القاعدة الرئيسي (الإنجليزية)
- جو بوردن على موقعبيزبول رفرنس.كوم (الدوري الرئيسي) (الإنجليزية)
- جو بوردن على موقعبيزبول رفرنس.كوم (الدوري الثانوي) (الإنجليزية)
- جو بوردن على موقع إي إس بي إن.كوم (أم.أل.بي) (الإنجليزية)
- جو بوردن على موقع مشجعي الرسوم البيانية (الإنجليزية)